# Lorena Van Heerde
Lorena Van Heerde Ayala (Amsterdam, 21 maggio 1984) è una modella spagnola, eletta Miss Spagna nel 2001.

## Biografia
Lorena Van Heerde nasce ad Amsterdam nei Paesi Bassi, ma all'età di due anni la sua famiglia si trasferisce a Muchamiel, in Spagna, dove vive sino al 2001, anno in cui viene incoronata Miss Spagna all'età di diciassette anni. Dato che ancora minorenne, Lorena non può prendere parte a Miss Universo 2001, dove viene sostituita dalla seconda classificata Eva Siso.
Dopo i concorsi di bellezza, Lorena Van Heerde ha intrapreso una fortunata carriera di modella internazionale. La modella ha sfilato per Joaquin Verdú, Ágatha Ruiz de la Prada, Lydia Delgado, Victorio & Lucchino ed è stata testimonial per Carolina Herrera, Corporación Dermoestetica, Danone, El Corte Inglés, Extro, Nivea, Pantene, Playboy e Wella. È inoltre comparsa sulle copertine di Maxix, Mujer 21 e Novias Gipuzkoa.

## Agenzie
- L'Agence
- Group Model Management - Barcellona
- Louisa Models - Munich
- NEXT Model Management
- Harry's Model Management